# Le Domjon, Antarktis
Le Domjon är en ö i Antarktis. Den ligger i havet utanför Östantarktis. Frankrike gör anspråk på området.